# (21435) Aharon
(21435) Aharon (1998 FH116) – planetoida z pasa głównego asteroid okrążająca Słońce w ciągu 3,48 lat w średniej odległości 2,3 j.a. Odkryta 31 marca 1998 roku.